# Хёинг, Йенс
Йенс Хёинг (нем. Jens Höing родился 21 февраля 1987 года в Мюнстере, Северный Рейн-Вестфалия) — немецкий автогонщик.

## Карьера

### Формула-БМВ
После пяти лет картинга, Хёинг перешёл в Формулу-БМВ ADAC. Участвуя за Team Rosberg, Хёинг набрал всего 2 очка в 2005, он остался на сезон 2006 года, но сменил команду на GU-Racing. Он улучшил свои результаты с 23-го в 2005 да 14-го места в 2006, но он не смог пробиться в топ-10, и набрал всего 11 очков. Новая система начисления очков была представлена в 2007, по которой Хёинг набрал более 200 очков, но все равно остался на 14-м месте в итоговом зачёте. Он выступил в Мировом Финале в Валенсия в 2006, но финишировал всего лишь на 18-м месте.

### Формула-3
После трёх сезонов в Формуле-БМВ, Хёинг перешёл в Немецкую Формулу-3 в 2008, но всё в той же команде GU-Racing. Хёинг финишировал в очках лишь однажды в Нюрбургринге и заработал всего-лишь семнадцатое место в чемпионате.

### Формула-2
Хёинг подписал контракт на выступление в сезоне 2009 ФИА Формулы-2, номер его болида 20.

## Результаты выступлений

### Гоночная карьера
| Сезон | Серия                     | Команда           | Гонки | Победы | Поулы | БК | Подиумы | Очки | Место |
| ----- | ------------------------- | ----------------- | ----- | ------ | ----- | -- | ------- | ---- | ----- |
| 2005  | Формула-БМВ ADAC          | Team Rosberg      | 18    | 0      | 0     | 0  | 0       | 2    | 23    |
| 2006  | Формула-БМВ ADAC          | GU-Racing         | 18    | 0      | 0     | 0  | 0       | 11   | 14    |
| 2006  | Формула-БМВ Мировой Финал | GU-Racing         | 1     | 0      | 0     | 0  | 0       | Н/Д  | 18    |
| 2007  | Формула-БМВ ADAC          | GU-Racing         | 18    | 0      | 0     | 0  | 0       | 216  | 14    |
| 2008  | Немецкая Формула-3        | GU-Racing         | 12    | 0      | 0     | 0  | 0       | 1    | 17    |
| 2009  | ФИА Формула-2             | MotorSport Vision | 10    | 0      | 0     | 0  | 0       | 0    | 24    |

### Результаты выступлений в Формуле-2
| Легенда к таблице |                                                                    |
| --- | ------------------------------------------------------------------ |
| В таблице перечислены результаты всех гонок, в которых принимал участие гонщик. Строками таблицы являются сезоны, столбцами — этапы соревнований. В каждой клетке указаны сокращённое название этапа и результат, дополнительно обозначенный цветом. Расшифровка обозначений и цветов представлена в нижеследующей таблице. |                                                                    |
| \| Пример \| Описание \| \| ------------ \| ------------------------------------------------------------------ \| \| 1 \| Победитель \| \| 2 \| Второе место \| \| 3 \| Третье место \| \| 5 \| Финишировал, заработав очки \| \| Сход \| Не финишировал, но при этом заработал очки \| \| 12 \| Финишировал, не получив очков \| \| НКЛ \| Финишировал, но не попал в финальную классификацию \| \| 15 \| Участвовал вне зачёта, либо по отдельной классификации \| \| 18 \| Не финишировал, но попал в финальную классификацию \| \| Сход \| Не финишировал \| \| НКВ \| Не прошёл квалификацию \| \| НПКВ \| Не прошёл предквалификацию \| \| ДСК \| Дисквалифицирован \| \| ИСК \| Исключён из протокола соревнований \| \| ТТ \| Заявлен для участия только в тренировках \| \| НС \| Участвовал в квалификации, но не стартовал в гонке \| \| Т \| Травмирован или болен \| \| ОТК \| Отказ от участия \| \| НТР \| Прибыл на соревнования, но на трассу не выезжал \| \| НПР \| Был заявлен в числе участников, но не прибыл к началу соревнований \| \| О \| Соревнования отменены \| \| \| Не участвовал \| \| Поул-позиция \| \| \| Быстрый круг \| \| |                                                                    |
| Пример | Описание                                                           |
| 1 | Победитель                                                         |
| 2 | Второе место                                                       |
| 3 | Третье место                                                       |
| 5 | Финишировал, заработав очки                                        |
| Сход | Не финишировал, но при этом заработал очки                         |
| 12 | Финишировал, не получив очков                                      |
| НКЛ | Финишировал, но не попал в финальную классификацию                 |
| 15 | Участвовал вне зачёта, либо по отдельной классификации             |
| 18 | Не финишировал, но попал в финальную классификацию                 |
| Сход | Не финишировал                                                     |
| НКВ | Не прошёл квалификацию                                             |
| НПКВ | Не прошёл предквалификацию                                         |
| ДСК | Дисквалифицирован                                                  |
| ИСК | Исключён из протокола соревнований                                 |
| ТТ | Заявлен для участия только в тренировках                           |
| НС | Участвовал в квалификации, но не стартовал в гонке                 |
| Т | Травмирован или болен                                              |
| ОТК | Отказ от участия                                                   |
| НТР | Прибыл на соревнования, но на трассу не выезжал                    |
| НПР | Был заявлен в числе участников, но не прибыл к началу соревнований |
| О | Соревнования отменены                                              |
| | Не участвовал                                                      |
| Поул-позиция |                                                                    |
| Быстрый круг |                                                                    |

| Год  | №  | 1        | 2        | 3          | 4        | 5          | 6        | 7          | 8          | 9          | 10         | 11    | 12    | 13    | 14    | 15    | 16    | Место | Очки |
| ---- | -- | -------- | -------- | ---------- | -------- | ---------- | -------- | ---------- | ---------- | ---------- | ---------- | ----- | ----- | ----- | ----- | ----- | ----- | ----- | ---- |
| 2009 | 20 | ВАЛ 1 18 | ВАЛ 2 21 | БРН 1 Сход | БРН 2 13 | СПА 1 Сход | СПА 2 16 | БРХ 1 Сход | БРХ 2 Сход | ДОН 1 Сход | ДОН 2 Сход | ОШЕ 1 | ОШЕ 2 | ИМО 1 | ИМО 2 | КАТ 1 | КАТ 2 | 24    | 0    |